# 伦纳特·范利罗普
伦纳特·范利罗普（荷蘭語：Lennart van Lierop，1994年5月20日—），荷兰男子赛艇运动员，2022年世界赛艇锦标赛男子八人单桨有舵手银牌得主、2023年世界赛艇锦标赛男子四人双桨金牌得主、2024年夏季奥林匹克运动会男子四人双桨金牌得主。